# Радзивилл, Стефания
Княжна Каролина Эмилия Луиза Валерия Стефания Радзивилл (Stefania Radziwiłłówna), в замужестве графиня Витгенштейн (9 декабря 1809, Париж — 26 июля 1832 года, Бад-Эмс) — фрейлина, единственная дочь князя Доминика Иеронима Радзивилла, последнего из несвижских Радзивиллов, от второго брака с Теофилой Моравской. Наследница огромных владений на территории современных Литвы и Беларуси, включавших, среди прочего, Мирский замок.

## Биография
Отец Стефании погиб в бою, когда ей было три года.  Мать её имела скандальную известность в свете и не занималась дочерью.

Юную Стефанию взяла на воспитание троюродная сестра её бабушки — вдовствующая императрица Мария Фёдоровна. С пятилетнего возраста она воспитывалась в Екатерининском институте в Петербурге, где провела двенадцать лет. Жена английского посланника леди Дисборо в марте 1826 году писала своим родным:
В субботу мы поехали в школу св. Екатерины на выпускной экзамен... Наслышавшись прежде о красоте княжны Радзивилл, я была сильно разочарована. Её мать, знаменитая княгиня «многочисленных мужей», приехала, чтобы забрать свою дочь, но, согласно слухам, старая императрица не собирается отдавать дочь её в такие плохие руки, а намерена оставить её при своей особе.
В 1826 году Стефания Радзивилл была пожалована во фрейлины. Во время её обучения в институте шли сложные переговоры о судьбе литовских владений Радзивиллов. В конце концов царь решил передать несвижскую ординацию представителям прусской ветви рода, а за Стефанией оставить куда более крупные земли, не входившие в ординацию.
Стефания Радзивилл оказалась, таким образом, самой богатой невестой Европы. Её муж был вправе рассчитывать на наделы в Литве, Жемайтии и Белоруссии общей площадью свыше миллиона гектаров. Её подруга А. О. Россет вспоминала, что живя во дворце, Стефания получала всего 60 тысяч рублей с своего огромного состояния, которым управляли опекуны — князь Любецкий и граф Грабовский.

## Замужество
По желанию князя Антония Радзивилла (1759—1832) Стефания должна была выйти замуж за его сына князя Фердинанда, но в 1827 году он умер. Тогда императрица Мария Фёдоровна решила, что мужем Стефании станет один из медиатизованных князей Германии. Однако при русском дворе их выбор был не велик. Герцог Александр Вюртембергский был весь во власти идеи женить на Стефании своего сына Александра, но последний воспротивился. Тогда выбор пал на сына П. Х. Витгенштейна — графа Льва Петровича, который сумел понравиться княжне Радзивилл.

В преддверии свадебной церемонии Стефания продолжала кокетничать с другими молодыми людьми, что оскорбляло Витгенштейна и задерживало окончательное объяснение. По воспоминаниям Смирновой, к Стефании сватался влюблённый в неё «кривой князь Львов» (очевидно, сын Дмитрия Семёновича). После отказа он «впал в чахотку», уехал для поправки здоровья в Ливорно, где вскоре умер. 
Свадьба с графом Витгенштейном состоялась в апреле 1828 года в Большой церкви Зимнего дворца, посаженной матерью выступала сама Мария Фёдоровна. Однако, император Николай I не явился на церемонию венчания из-за участия графа Витгенштейна в заговоре декабристов, чем сильно обидел молодых. После свадьбы молодожёны поселились на Фонтанке в доме Гурьева. В доме любителя названной в честь него гурьевской каши Стефания Радзивилл запомнилась своим пристрастием к русской кухни с лёгким литовско-белорусским оттенком. Французским супам она предпочитала щи с кашей, для неё на изысканные обеды отдельно готовили вареники, колдуны, кулебяку, картофель жареный с луком. Интерьеры дома Витгенштейна меблировал известный мастер Гамбс. Лето они проводили в усадьбе Дружноселье, где Лев Петрович выстроил новый деревянный усадебный дом.

Стефания была одной из первых красавиц при дворе, ей посвящали стихи А. С. Пушкин и И. И. Козлов. Её современница Долли Фикельмон писала:
Графиня Витгенштейн — высокая, стройная, с тонкими и нежными чертами, скромный, кроткий вид, бескрайне учтива, застенчива и очень молода… Абсолютное отсутствие претенциозности красит графиню Витгенштейн, придает ей истинное очарование. Она — олицетворение душевной чистоты и счастья.
После рождения дочери Стефания с мужем уехала за границу. Они жили во Флоренции, где в 1832 году родился их сын. Обида на императора облегчила её сближение с польской эмиграцией, обосновавшейся в Италии. «Во Флоренции поляки сбили её с толку и сделали её противницей России и государя, даже Марии Фёдоровны», — писала её подруга Смирнова. Она рассказывает, что во время беременности от Стефании прятали восковые свечи, так как она «ела воск».
После родов у Стефании обнаружились первые признаки скоротечной чахотки, от которой в 1828 году умерла её мать. Врачи предписали лечение и Витгенштейны уехали в Эмс, где 26 июля 1832 года Стефания умерла, оставив супругу двоих детей. В память о супруге Лев Витгенштейн возвёл над её могилой в Дружноселье Стефаниевский костёл по проекту А. Брюллова. Впоследствии он служил фамильной усыпальницей рода Витгенштейнов.

## Дети
- Мария-Антуанетта-Каролина-Стефания (1829—1898), наследница радзивилловских владений, жена князя Хлодвига Гогенлоэ, канцлера Германской империи.
- Пётр-Доминик-Людвиг (1832—1887), генерал-адъютант, генерал-лейтенант, умер бездетным.